# Adolf Narten
Adolf Friedrich Ferdinand Theodor Narten (* 7. Januar 1842 in Hannover; † 27. Dezember 1928 ebenda) war ein deutscher Architekt.

## Leben
Adolf Nartens Vater war der Schlosser und Brauer Wilhelm Johann Jacob Narten (1803–1845). Seine Brüder waren Hermann Narten (1839–1916) und Werner Narten (1832–1889).
Er studierte von 1860 bis 1866 an der Polytechnischen Schule Hannover und war daneben 1861 Mitarbeiter von Wilhelm Lüer, 1863–1866 bei Adelbert Hotzen. Mit Hotzen wirkte er unter anderem an der Restaurierung der Stiftskirche Bücken. 1866 arbeitete er bei Conrad Wilhelm Hase.
1866–1868 arbeitete er bei seinem Bruder Werner Narten. Gemeinsam wirkten sie am Wiederaufbau des Meldorfer Doms mit. 1868–1871 war er beim Kreisbauamt Flensburg tätig. 1872–1877 arbeitete er selbstständig in Hannover und anschließend bis 1880 bei Rudolph Eberhard Hillebrand. 1884–1911 war er am Stadtbauamt beschäftigt, unter Hillebrand und Paul Rowald. Bis 1921 war er auch Lehrer an der städtischen Handwerker- und Kunstgewerbeschule.
Er nahm am Stilwandel von der Neogotik zum Jugendstil teil.

## Werke

### Bauten (Auswahl)
- 1888/89: Gaststätte Döhrener Turm
- 1889: Innenrestaurierung der Kreuzkirche
- um 1890: Gaststätte Pferdeturm
- 1889–1892: Kapelle auf dem Stöckener Friedhof
- 1890–1910: Innenausstattung im Alten Rathaus

### Schriften
- Aus meines Lebens Leben – Zwanglose Erinnerungen, begonnen am Sonntag, dem 2ten September 1923. (Manuskript, fortgesetzt bis 1925)

## Belege
1. ↑  https://www.online-ofb.de/famreport.php?ofb=NLF&ID=I3369&nachname=NARTEN&lang=de

| Personendaten    | Personendaten                                                  |
| ---------------- | -------------------------------------------------------------- |
| NAME             | Narten, Adolf                                                  |
| ALTERNATIVNAMEN  | Narten, Adolf Friedrich Ferdinand Theodor (vollständiger Name) |
| KURZBESCHREIBUNG | deutscher Architekt                                            |
| GEBURTSDATUM     | 7. Januar 1842                                                 |
| GEBURTSORT       | Hannover                                                       |
| STERBEDATUM      | 27. Dezember 1928                                              |
| STERBEORT        | Hannover                                                       |